# Bythinella intermedia
Bythinella intermedia is een slakkensoort uit de familie van de Hydrobiidae. De wetenschappelijke naam van de soort is voor het eerst geldig gepubliceerd in 1950 door Mahler.